# ロバート・トッド・リンカーン
ロバート・トッド・リンカーン（英語: Robert Todd Lincoln, 1843年8月1日 - 1926年7月26日）は、アメリカ合衆国の政治家、弁護士、実業家。第16代アメリカ合衆国大統領エイブラハム・リンカーンとメアリー・トッド・リンカーンの長男で、4人の息子のうち唯一成人するまで存命した。
リンカーンはイリノイ州スプリングフィールドに生まれ、ハーバード大学を卒業した後、アメリカ南北戦争の終盤に北軍の大尉としてユリシーズ・S・グラントの部下として活躍した。戦争終結後、メアリー・ハーラン・リンカーンと結婚し、3人の子供をもうけた。シカゴのロー・スクールで法学を学んだ後、弁護士として成功し、企業クライアントの代理人として裕福になった。
ロバート・リンカーンは、実業家弁護士、会社社長となり、共和党に所属し、ジェームズ・A・ガーフィールド政権およびチェスター・A・アーサー政権下で第35代陸軍長官を務めた他、ベンジャミン・ハリソン政権下で駐英大使も務めている。
共和党の政治においては積極的に参加していたことから父が大統領だったようにリンカーンも大統領であるべきだと、大統領を含む公職の候補者としてしばしば取り上げられたが、実際に大統領選に踏み切ることはなかった。当選したのは、1876年から1877年まで務めたサウス・シカゴ(現在のシカゴ市の一部)の町長だけである。
その後、プルマン・パレスカー社の創業者ジョージ・プルマンが亡くなった1897年に同社の社長に任命され、1911年に退任した後は、1924年までプルマン社取締役会長を務めた。
1922年には、リンカーン記念館の献堂式に参加した。リンカーンは83歳の誕生日の6日前、1926年7月26日にヒルデンで死去し、アーリントン国立墓地に埋葬された。
バーモント州マンチェスターにある別荘のヒルデンは1977年にアメリカ合衆国国家歴史登録財に登録されている。

## 家族と生い立ち

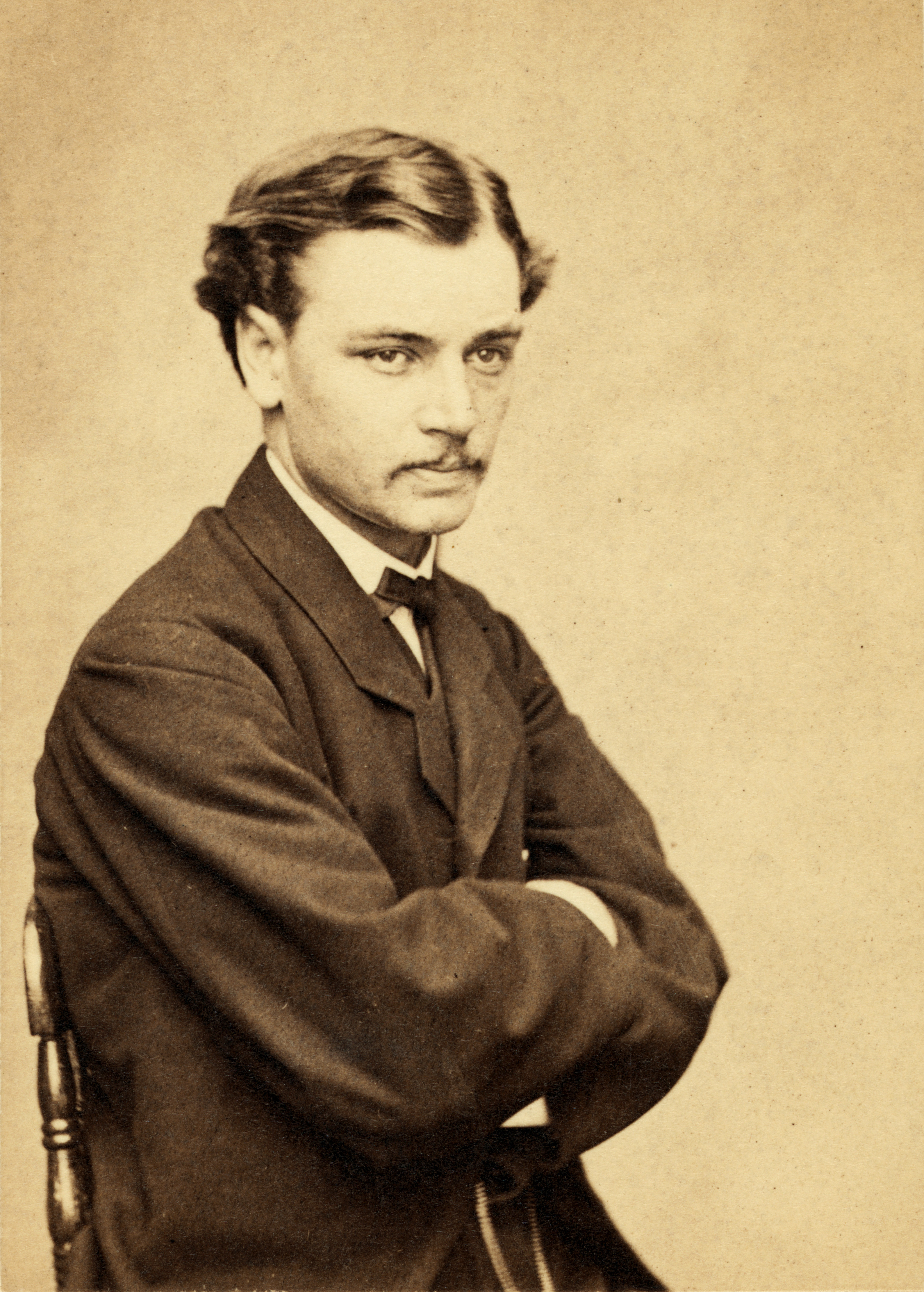
青年時代のロバート・トッド・リンカーン（1865年前後に撮影）

ロバート・トッド・リンカーンは1843年8月1日にエイブラハム・リンカーン(1809–1865)とメアリー・トッド・リンカーン(1818–1882)の長男として、アメリカ合衆国のイリノイ州スプリングフィールドにて出生した。彼にはエディ(1846–1850)、ウィリー(1850–1862)、タッド(1853–1871)という名の3人の弟がいた。ロバートが生まれるころには父はイリノイ州議会議員を4期務め、ホイッグ党の主要メンバーの1人になっていた。ロバート・リンカーンは母方の祖父のロバート・スミス・トッドにちなんで名付けられた。
父親がアメリカ合衆国大統領に就任したとき、大統領の3人の息子のうち、ロバートのみがほとんど親に頼らず、独り立ちしていた。1859年にハーバード大学の入学試験を受けたが、16科目中15科目の試験に落ちた。その後、大学に通う準備をするためにフィリップス・エクセター・アカデミーに入学して1860年に卒業した。それからハーバード大学に入学して、1864年に卒業した。ハスティ・プディング・クラブとデルタ・カッパ・エプシロンの会員でもあった。 ハーバード大学に入学した際にロバートはウェールズの作家ジャン・モリスに対して「ハーバードの入学試験で16科目中15科目を落としたが、ついに入学し無感情の退屈者と化した」という手紙を送っている。

### 南北戦争中～
ハーバード大学卒業後はハーバード・ロースクールに在籍した。ロバートが初めて父親に対してロースクールへの関心を示したときに、リンカーン大統領は「やるならこれまでの私以上に学ばなければならないが、あまり良い人生を過ごせないかもしれないね」と忠告している。1864年9月から1865年1月まで通ったが、南北戦争で北軍に参加するためにロースクールを去った。 1893年、ハーバード大学はロバートに名誉学位である法学博士号を授与した。
メアリー・トッド・リンカーンはウィリーの死のショックでロバートが戦死してしまうのを恐れていた為、終戦直前までロバート・リンカーンを軍務につかせることをためらい、大統領を困惑させた。当時のメアリー・トッド・リンカーンとリンカーン大統領の話し合いは以下のようなものであったとされる。
メアリー「私たちは一人の息子を失い(ウィリー)とても悲しいですが、必要なのはそれ以上犠牲を出さないことで、それが私が精神的に耐えられる為にも必要なことです。」
エイブラハム「他の人々の息子たちが母親にとって大切なのと同じくらいに私たちにとって息子は大切なわけではない」
メアリー「"ロバートが危険にさらされるのは耐えられない」
最終的に口論の末1865年1月にファーストレディがついに屈し、リンカーン大統領はユリシーズ・S・グラントに手紙を書き、ロバートを直属の部下として配属させられるか尋ねた。
1865年2月11日にロバートは大尉に任命され、さらにアメリカ南北戦争の最後の数週間はグラント将軍の側近を務めて実戦から遠ざけられた。ロバート・E・リー将軍が降伏した時にはアポマトックスにいた。
南北戦争とは関係ないが、同時期にロバートは父エイブラハムを暗殺したジョン・ウィルクス・ブースの兄であるエドウィン・ブースによって、大怪我や死の可能性を免れた可能性があるという説がある。その出来事は、ニュージャージー州ジャージーシティの電車のホームで発生した。正確な日付は不明だが、ジョン・ウィルクス・ブースがリンカーン大統領を暗殺する（1865年4月14日）前の、1863年末から1864年初頭の出来事と考えられている。1909年に『The Century Magazine』の編集者に宛てた手紙の中で、ロバート・リンカーンはその日に起こったことを次のように振り返っている。
この事件は、深夜、乗客たちが寝台列車の入り口の駅のホームに立つ車掌から寝台列車の場所を選び切符を買ったりしているときに起こった。ホームは車内の床の高さくらいで、当然ながらホームと車体の間には狭い空間があった。多少の混雑があり、順番を待っている間に、たまたまその混雑に押されて車体に押しつけられてしまった。その時、列車が動き出し、私は足をひねられ、足を下にしたまま、その隙間に落ちてしまい、なすすべもなかったが、その時コートの襟を勢いよく掴まれ、すぐに引き上げられ、ホームにしっかりと足をつけることができた。お礼を言おうと振り返ると、その人はエドウィン・ブースで、もちろん私は彼の顔をよく知っていたので、私は彼に感謝の意を表し、その際、彼の名前を呼んだ。
それから数ヶ月後、グラントのアメリカ陸軍のスタッフとして働いていたロバート・リンカーンは、エドウィン・ブースの友人であった同僚のアダム・バドー大佐に、この出来事をふと思い出したので伝えると、バドーはブースに手紙を送り、その英雄的で良い行為に賛辞を送った。その手紙を受け取るまで、ブースは列車のホームで命を救った人物が大統領の息子であることは実は知らなかった。弟が大統領を暗殺した後、ブースはその日自分が救った人物を知り、慰めになったと言われている。また、グラントはブースの行動に感謝の手紙を送った。
父親エイブラハムとは疎遠な関係であったとされる。幼少期は巡回裁判所の判事を務めていた父親と会話をする機会がほとんど与えられなかったことがその原因に挙げられる。エイブラハムとロバートの親子関係はトーマス（ロバートの祖父）とエイブラハムの親子関係に似ていた。ロバートは「私の幼年時代から青年時代初期にかけて、出廷したり政治的なスピーチ・演説をしたりで、彼はほとんど絶えず家に居なかった」と述べており、また、デイヴィッド・ハーバート・ドナルドは著書において「ロバートは後年にイリノイ州各地を旅行するためにサドルバッグに荷物を詰めている場面が特に鮮明な記憶として残っていると振り返っていた」と書いている。ドナルドのこの文章は、リンカーンの伝記を書いた作家フレデリック・トレヴァー・ヒルと歴史学者ウェインC・テンプルの文章に基づいていると考えられる。ヒルは、「ロバート・リンカーン本人は、父親が巡回する判事に同行するために、サドルバッグを持って馬で出発するのを見たことをはっきりと覚えていると筆者に語った」と書いているのである。ロバートのサドルバッグの記憶は、1906年のヒルの「はっきりと覚えている」から1960年のテンプルの「最初の記憶」に、そして1995年のドナルドのリンカーンでは彼の子供時代の「主要な記憶」に変更されている。ただ、エイブラハムはロバートの存在を誇りに思い、輝ける人物であるとみており、息子について将来は自分の政治的ライバルになり得るとも考えていた。ウィリーやタッドと違い、父親と強い信頼関係を築けなかったが、ロバートは父親を偉大な人物として賞賛し、その死に際しては公然と泣きくれた。リンカーン大統領銃撃事件の日の夜はフォード劇場で観劇する両親に同行する誘いを受けていたが、「ここ最近、出征して幌馬車で多くの時間を過ごしたばかりなので疲れがたまっている」との理由で断っていた。
ロバートは、家族間の親密な関係には疎かったが、父とは兄たちと同じような絆で結ばれていた。ロバートは父を深く尊敬しており、父の死に際には公然と涙を流した。ロバートは父の遺産を守り抜くために戦い、リンカーンの伝記を書いた作家ウィリアム・ハーンドンとは、ハーンドンの父に関する発言をめぐって衝突している。リンカーンの伝記をめぐる対立の結果、1890年にハーンドンはリンカーンの伝記の協力者であるジェシー・ウィークに、「ロバートはトッドの方の家系寄り(母方の家系)であってリンカーンの家系ではない...豚頭のような小さな苦いやつで、愚かで冷たく、利己的だった」と書いている。
メアリーがロバートに「ここを出る準備をするなんてとてもできないわ」と伝えていたため、1865年4月25日にロバートは後継の合衆国大統領アンドリュー・ジョンソンに、彼の家族がホワイトハウスに2週間半ばかり滞在するのを許可してくれるように頼む手紙を書いた。ロバートはジョンソンが合衆国大統領に就任して以来、「大迷惑」と感じていたのに気付いていたことも認めている。
父親が暗殺された後、しばらくしてロバートは母親メアリーおよびタッドとイリノイ州シカゴへ移り住み、シカゴ大学で法律を学んだ。1866年1月1日に母親、弟と同居していたアパートを去った。彼は家族と一緒に生活していたときには経験しなかった「いくぶんか快適な暮らしに順応していく」ためにシカゴのダウンタウンに自分が住む部屋を借りた。1867年2月22日にシカゴで弁護士として認可された。その4日後、1867年2月26日に法律業従事者に認定された。

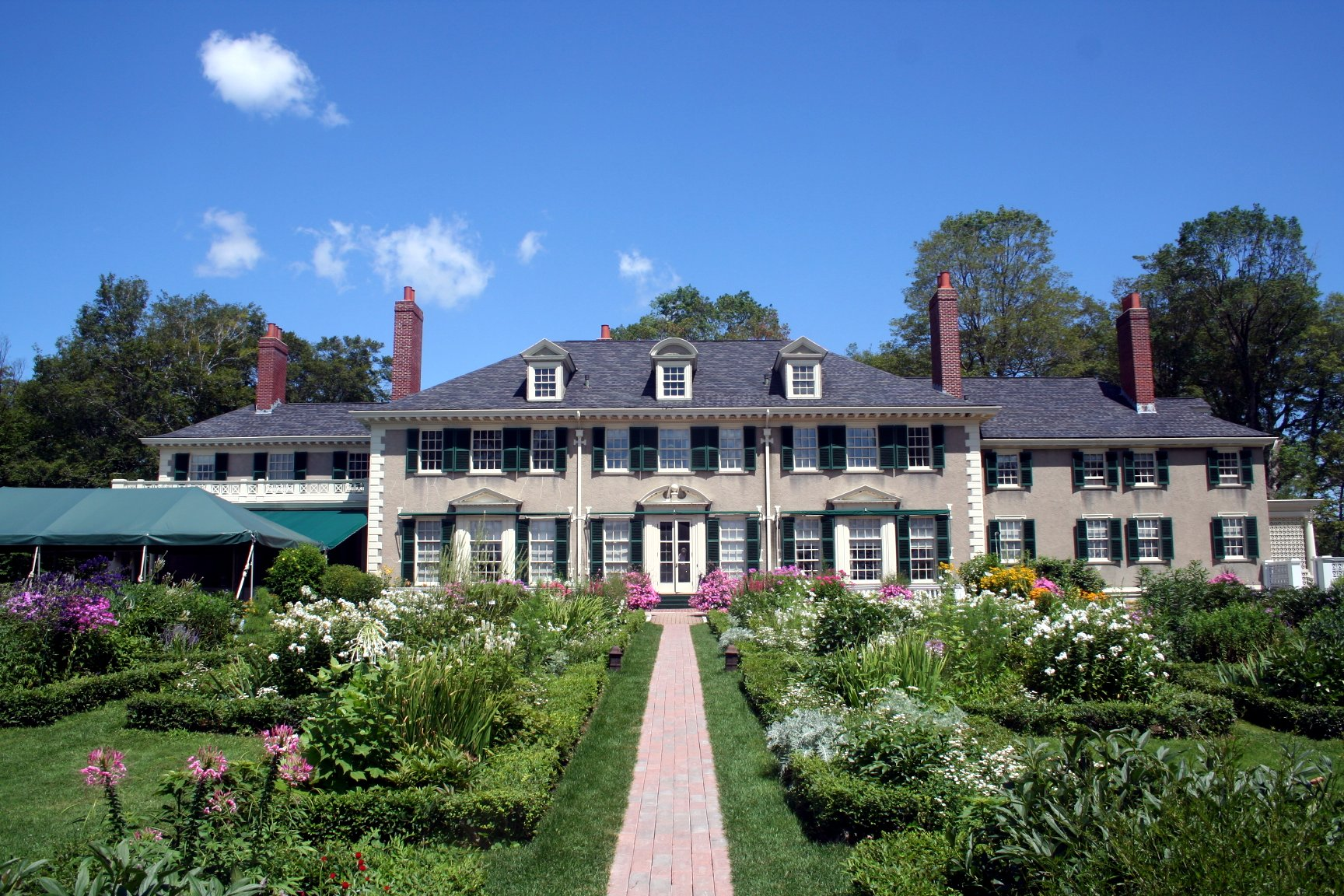
バーモント州マンチェスターにある別荘のヒルデン

1868年9月24日に連邦上院議員ジェームズ・ハーランの娘、メアリー・ハーラン・リンカーンと結婚した。夫妻は娘2人と息子1人をもうけた。
- メアリー・トッド 「マミー」 リンカーン（英語版）（1869年10月15日-1938年11月21日）
- エイブラハム・リンカーン2世（英語版）（1873年8月14日-1890年3月5日）
- ジェシー・ハーラン・リンカーン（英語版）（1875年11月6日-1948年1月4日）

まだ空気調和前の時代にあって、ロバートの一家はひんぱんに都市生活を抜け出し、涼しい気候のアイオワ州マウントプレザントへ旅した。1880年代に一家はハーラン家で夏を過ごした。1876年に建てられたハーラン・リンカーンの家は現存している。メアリー・ハーラン・リンカーンが1907年にアイオワ・ウェズリアン大学に寄贈し、現在はリンカーン家にまつわる歴史的な芸術品を今に伝える博物館となっている。

### 母親との関係
1871年に悲劇が一家を襲った。ロバートの末の弟のタッドが病死してしまい、残された母親は悲しみに打ちのめされた。母親の浪費ぶりと奇行を以前から心配していたロバートは破滅に向かっているのではないかと恐れて彼女をイリノイ州バタヴィアの精神病院に収容するように手配した。1875年5月20日にメアリーはベルビュープレイスと呼ばれる高級療養所に到着した。彼女はベルビュープレイスで3か月過ごした後に脱出を計画した。弁護士ジェームズ・B・ブラッドウェルとその妻のマイラ・ブラッドウェルに密かに手紙を送った。また、センセーショナルな報道で知られる『シカゴ・タイムズ』の編集者あてに手紙を書いた。それからまもなく、ロバートのこの行動は問題視されるようになった。ベルビューの管理者は彼女が望むように、メアリーが姉と一緒に暮らすためにスプリングフィールドに移動しても支障のないレベルに回復したと宣言した。この一件から両者の関係は急激に悪化してしまい、以後完全に和解することは二度となかった。

## 政治への関与

### アメリカ合衆国陸軍長官
1877年に合衆国大統領ラザフォード・ヘイズから国務次官補への就任を要請されたが、ロバートは辞退した。1881年に合衆国大統領ジェームズ・A・ガーフィールドが陸軍長官のポストを提示すると今度は受諾し、続くチェスター・A・アーサー政権でも同長官を務め、1881年から1885年まで在任した。
陸軍長官在任中に発生した1884年のシンシナティ暴動ではロバートの命令でオハイオ州シンシナティに派遣された軍が秩序を回復させるまでの3日間で45人の死者が出た。
街の路上で犬以上にホームレスの少年を多く見かけて危惧したオスカー・ダドリーとともに、1887年にイリノイ州のノーウッドパークに男子のための職業訓練校を設立した。学校は1890年に同州グレンウッドに移転した。近年になって「グレンウッド・アカデミー」に校名を改称し、女子も受け入れるようになった。

### 駐イギリス公使
合衆国ベンジャミン・ハリソン大統領から1889年に駐イギリス公使に任命され、1893年に召還されるまで4年務めた。ロバートの息子のエイブラハム・リンカーン2世はこのヨーロッパ滞在中に亡くなった。公使退任後に弁護士として民間企業に復帰した。

### 共和党員として

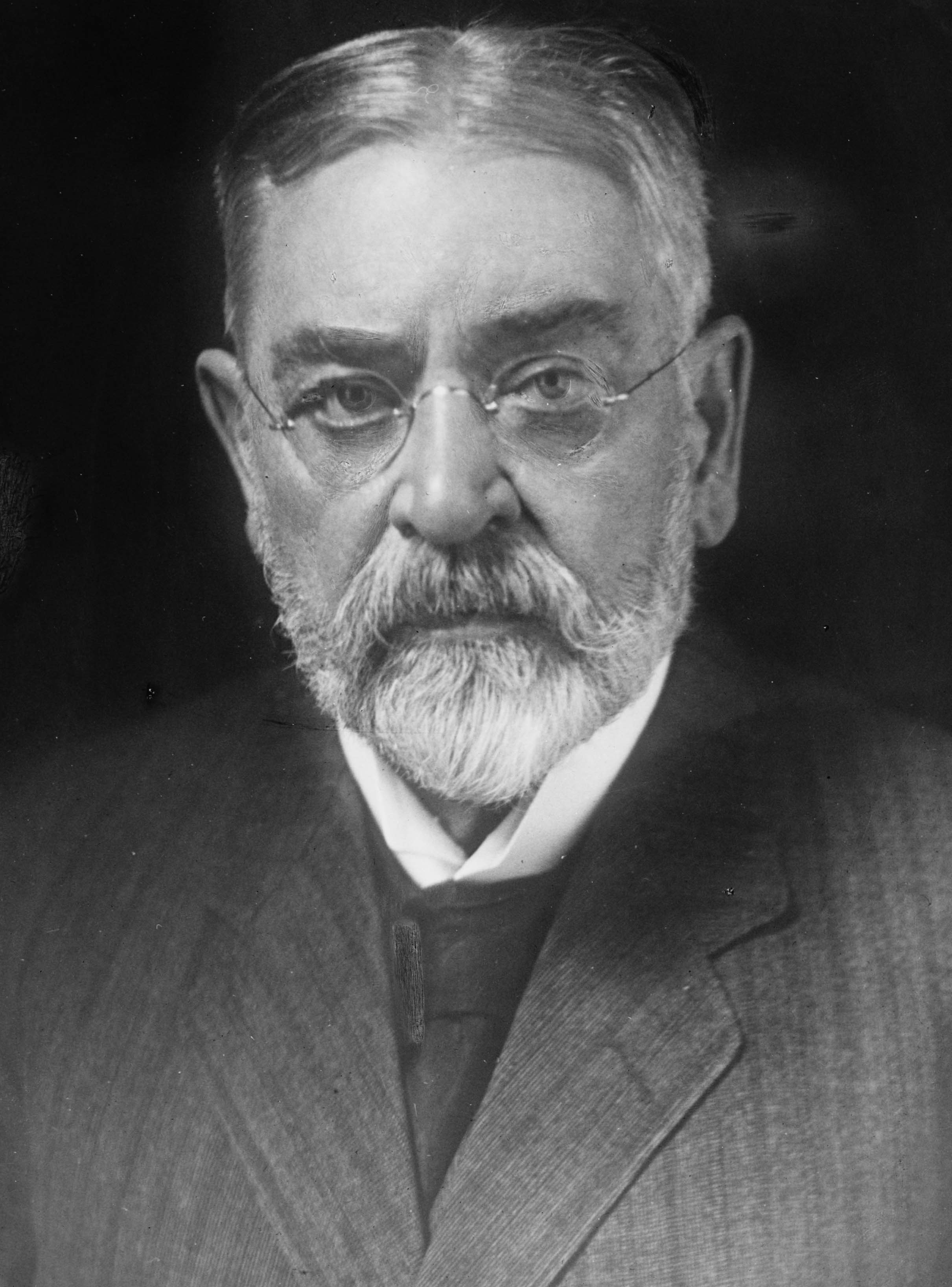
1915年頃

程度の差はあるものの、1884年から1912年まで共和党の大統領候補者あるいは副大統領候補者の指名争いにたびたびロバート・リンカーンの名前が挙がっている。しかし、本人は毎回断固として選挙戦への関心を否定し、もし候補に指名されてもいずれの立場も受け入れるつもりがない意向を明らかにしていた。

## 数奇な運命

### 3度の暗殺の体験
3人の大統領の暗殺事件が発生したときに、ロバート・リンカーンは偶然その場に居合わせたか、その近くにいたかのどちらかの体験をしている。彼自身もこの偶然の一致を認識していた。
- 1865年4月14日に父親が銃撃されたときはその場にいなかった[43]。ホワイトハウスにいたロバートは[44]銃撃の報を受けて両親のもとに駆けつけた[45]。銃撃後にピーターセンハウス（英語版）に移された死の床にある父親と対面した[46]。
- 1881年7月2日に大統領ジェームズ・A・ガーフィールドが旅行に出立するのを陸軍長官として見送ろうと、ワシントンD.C.のボルティモア・ポトマック鉄道の駅（英語版）まで出向いたが、大統領は駅でチャールズ・J・ギトーに銃撃された。ロバートはこの銃撃事件（ガーフィールド大統領暗殺事件）の目撃者となった[35]。
- 1901年9月6日に大統領ウィリアム・マッキンリーからニューヨーク州バッファローで開催されていたパン・アメリカン博覧会（英語版）に招待されたが、会場内で大統領はレオン・チョルゴッシュに銃撃された。ロバートはこの銃撃事件（マッキンリー大統領暗殺事件）を直接目撃はしなかったが、発生時に会場内にいた[47]。

### エドウィン・ブース
ロバート・リンカーンはすでに名の知れた俳優であったエドウィン・ブースに死ぬか重傷を負う可能性があった汽車の事故から救助してもらったことがある。彼はその後にロバートの父親を暗殺することになるジョン・ウィルクス・ブースの兄でもあった。事故はニュージャージー州ジャージーシティの汽車の駅のプラットホーム上で発生した。正確な日付は不明であるが、ジョン・ウィルクス・ブースがリンカーン大統領を暗殺する前、ロバート自身は1863年終わりか1864年初めごろに発生したとしている。寝台車を購入するためにプラットホームで待機していたロバートは汽車が突然動き出したために足場を失ってしまった。偶然居合わせたブースがロバートが着ていたコートの襟をつかんで引き戻したおかげで、難を逃れることができた。
ユリシーズ・S・グラント将軍の側近となったロバートは同僚の士官で大佐を務めるアダム・バドーに事故のあらましを話した。ブースはその英雄的行為を称賛するバドーからの手紙を受け取るまで、救助した青年が大統領の息子であることを知らなかった。弟がリンカーン大統領を暗殺したのはそれから1年足らず後のことであった。リンカーン大統領支持派であったエドウィン・ブースにとって、この事故の記憶が暗殺事件後に少なからず慰めとなったと言われている。

## 晩年

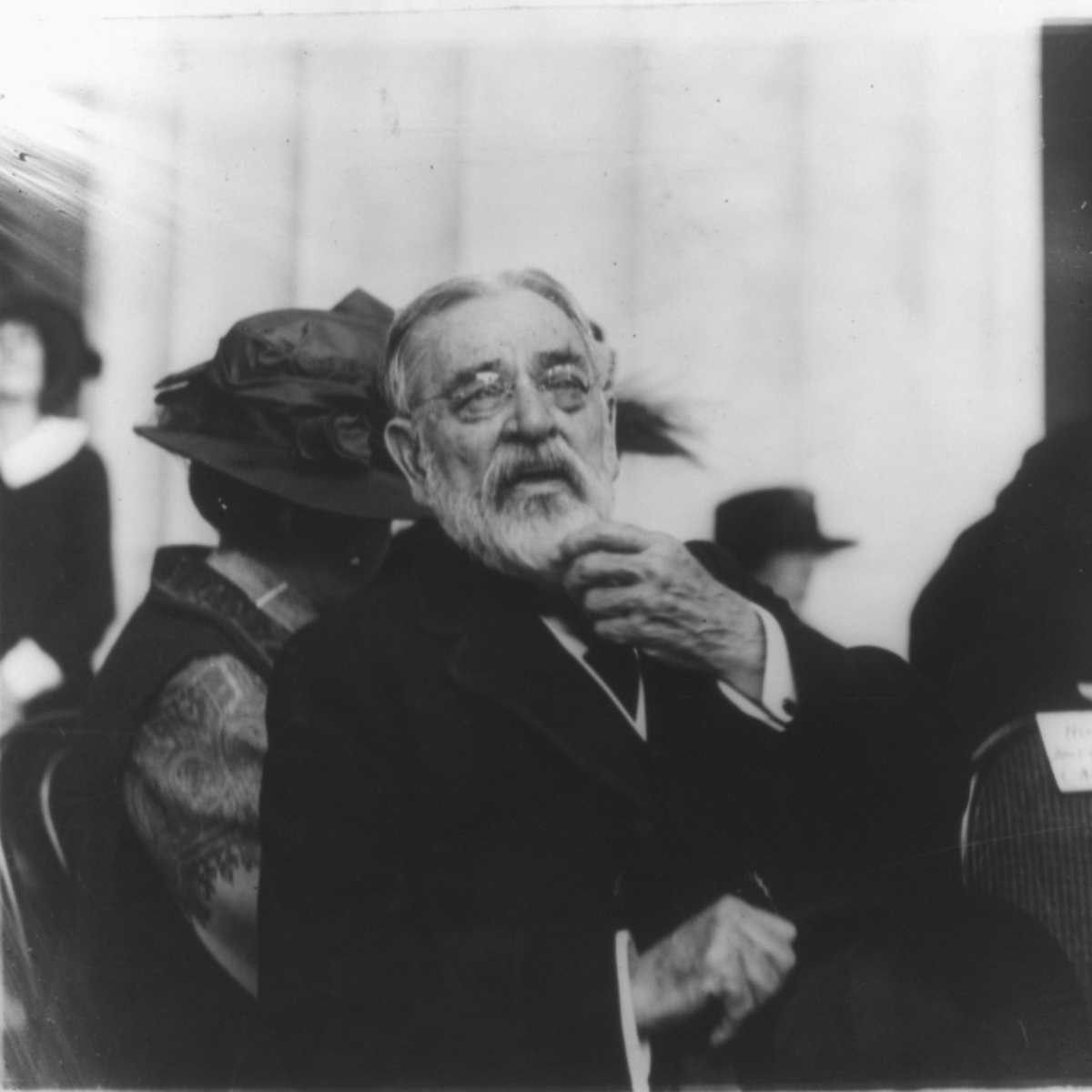
リンカーン記念堂の除幕式（1922年5月30日）に出席

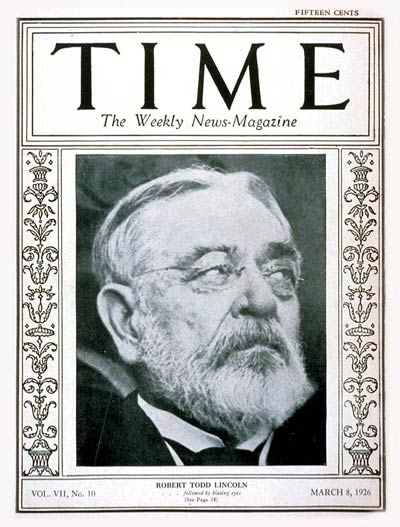
『タイム』1926年3月8日号の表紙を飾る

ジョージ・プルマンの下でプルマン・パレスカー社の法律顧問を務め、プルマンが亡くなった1897年に同社の社長に任命された。さらに、1911年から1922年まで取締役会会長を務めた。
ワシントンD.C.での1922年5月30日のリンカーン記念堂の除幕式に出席したが、これがロバート・リンカーンが公式の場に姿を見せた最後となった。
アマチュアの天文学者としてバーモント州マンチェスターのヒルデンに天文台を建設し、1909年に作られた屈折望遠鏡を搭載した。この天文台と望遠鏡は修復されて現在も地元の天文クラブで使用されている。
また、熱心なゴルファーでもあった。バーモント州マンチェスターのエカノク・カントリークラブの社長を務めた。

## 死

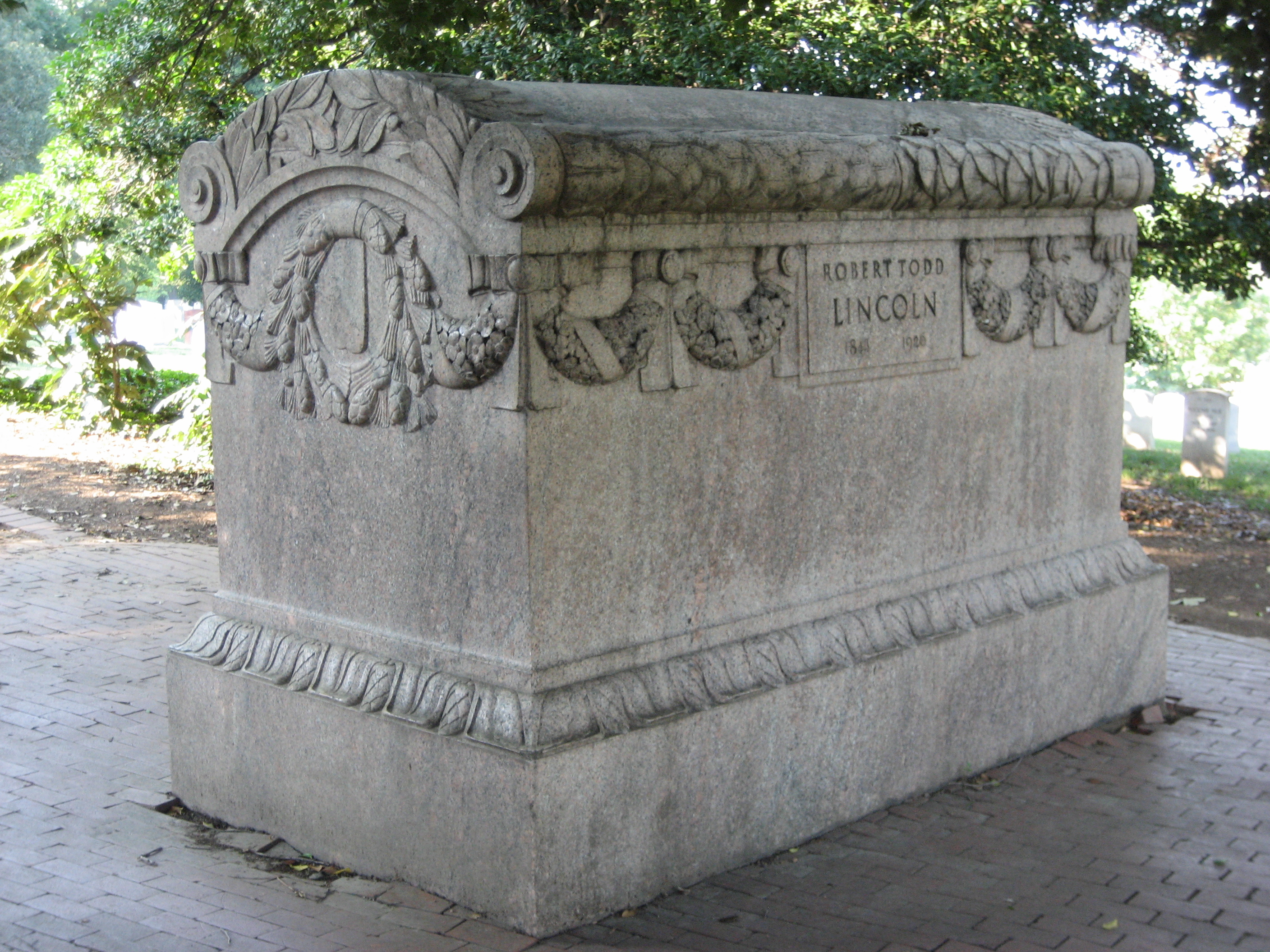
ロバート・トッド・リンカーンが眠る石棺

1926年7月26日にロバート・トッド・リンカーンはバーモント州マンチェスターのヒルデンにおいて睡眠中に死亡した。82歳没。「動脈硬化症によって引き起こされた脳内出血」が死因とされた。先に16歳で敗血症によりイギリスのロンドンで亡くなった息子のエイブラハム・リンカーン2世、後に亡くなる妻のメアリーとともに、その遺体はアーリントン国立墓地に埋葬されることになった。
ロバートはガーフィールド政権およびアーサー政権の閣僚で最後の生存者であり、南北戦争を事実上終結させたアポマトックスの降伏の場の最後の生き証人でもあった。
ロバートの長女のマミーは一人息子のリンカーン・アイシャムをもうけた。リンカーン・アイシャムは結婚したが、彼には子どもはいなかった。次女のジェシーは娘のメアリー・リンカーン 「ペギー」 ベックウィズと息子のロバート・トッド・リンカーン・ベックウィズをもうけたが、このうちペギー・ベックウィズは生涯独身を貫いた。ロバート・トッド・リンカーン・ベックウィズは3度結婚したが、自分には子どもはいないと主張していた。
1985年のロバート・トッド・リンカーン・ベックウィズの死により、エイブラハム・リンカーンの直系の血筋は断絶した。

## メディア作品
ロバート・トッド・リンカーンは映画、テレビ番組、ドラマチックな作品にキャラクターとして何度も登場している。

### 映画
- 『エイブ・リンカーン』でエドウィン・ミルズがロバートを演じた[58]。
- スティーヴン・スピルバーグの『リンカーン』でジョセフ・ゴードン＝レヴィットがロバートを演じた[59]。

### テレビ番組
- 『タッド』でキーラン・マローニーが演じた[60]。
- ミニシリーズ『リンカーン』がグレゴリー・クックが演じた[61]。
- 『リンカーンが撃たれた日』がウィル・ウィトンが演じた[62]。
- 『リンカーンを殺した男』でブレット・ダルトンが演じた[63]。
- 『タイムレス』がニール・ブレッドソーが演じた[64]。
- 『サンドバーグのリンカーン』でハル・ホルブルックが演じた。因みにエイブラハム・リンカーンはジェームズ・キャロル・ジョーダン[65]。
- 『世界の歴史 第2部』でニック・ロビンソンが演じた[66]。

### 舞台
- 『リンカーン夫人の最後』でマイケル・クリストファーが演じた[67]。 ジュリー・ハリス主演の『リンカーン夫人の最後』はテレビでも放送され、PBSで『ハリウッド・テレビジョン・シアター』というシリーズの一部として放送された[68]。